# Halløj i klostret
Halløj i klostret (eng: Sister Act) er en amerikansk komediefilm fra 1992 instrueret af Emile Ardolino og produceret af Scott Rudin. Filmen har Whoopi Goldberg i hovedrollen som sangeren der må i vidnebeskyttelse i et nonnekloster. Filmen blev efterfulgt af Halløj i klostret 2: Nonnernes hus, og en tredje film i serien er under produktion med forventet premiere i 2024 på Disney+.

## Medvirkende
- Whoopi Goldberg som Deloris Van Cartier/Søster Mary Clarence
- Maggie Smith som Abbedisse
- Kathy Najimy som Søster Mary Patrick
- Wendy Makkena som Søster Mary Robert  (sang stemme: Andrea Robinson)
- Mary Wickes som Søster Mary Lazarus
- Rose Parenti som Søster Alma
- Ellen Albertini Dow som Kornonne
- Harvey Keitel som Vince LaRocca
- Bill Nunn som Eddie Souther
- Joseph Maher som Monsignor O'Hara
- Robert Miranda som Joey
- Richard Portnow som Willy
- Eugene Greytak som Pave Johannes Paul 2.

## Ekstern henvisning
- Halløj i klostret på Internet Movie Database (engelsk)
- Halløj i klostret på Filmdatabasen
- Halløj i klostret på Scope
- Halløj i klostret i Svensk Filmdatabas (svensk)
- Halløj i klostret på AlloCiné (fransk)
- Halløj i klostret på MovieMeter (nederlandsk)
- Halløj i klostret på AllMovie (engelsk)
- Halløj i klostret hos American Film Institute (engelsk)
- Halløj i klostret på Turner Classic Movies (engelsk)
- Halløj i klostret på The Movie Database (engelsk)
- Halløj i klostret på Box Office Mojo (engelsk)